# Crossata ventricosa
Crossata ventricosa là một loài ốc biển, là động vật thân mềm chân bụng sống ở biển trong họ Bursidae.

## Hình ảnh

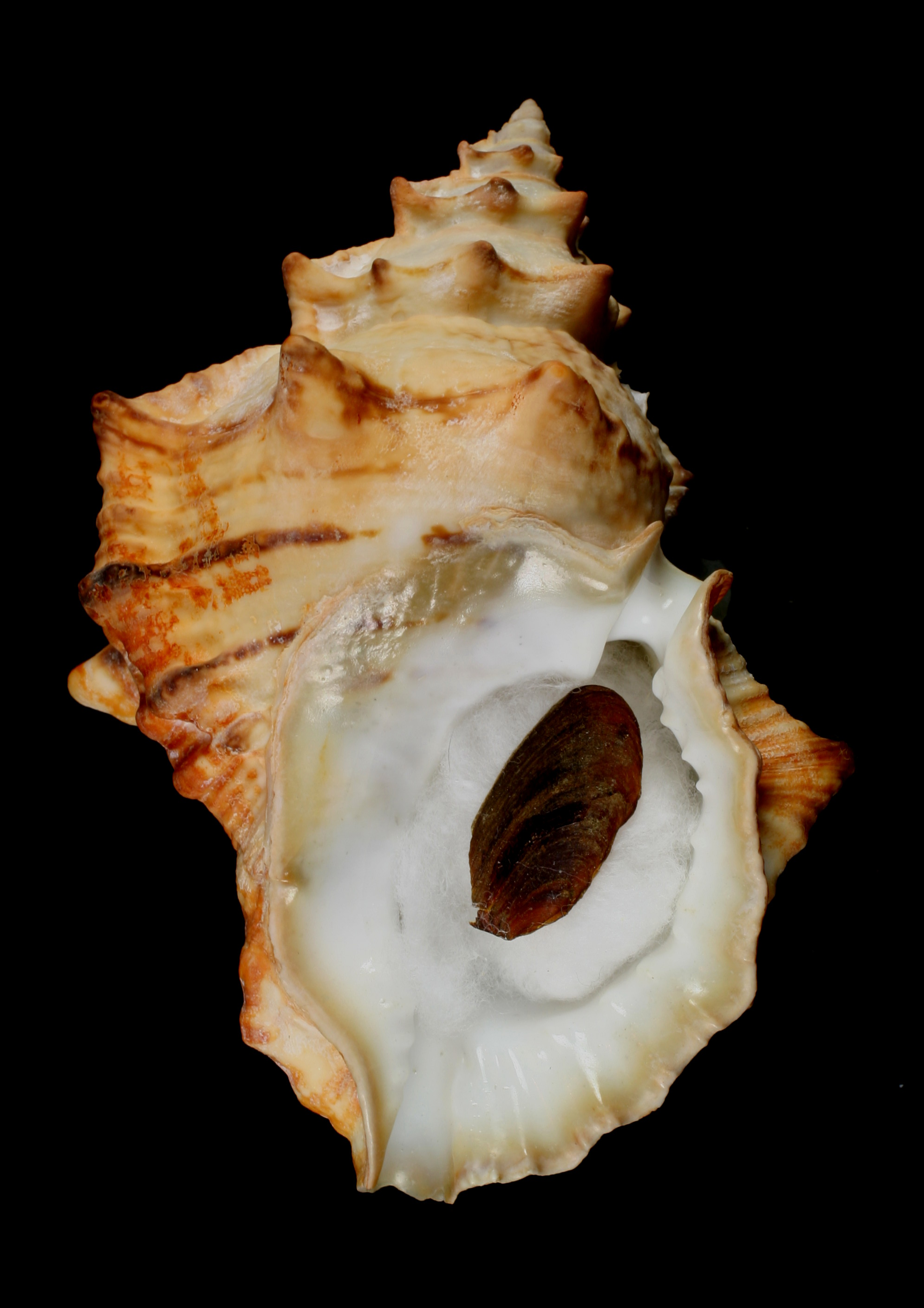